# Chakib al Khayari
Chakib al Khayari (Nador, 1980) es un activista marroquí, dirigente de la ONG, Asociación Rif Derechos Humanos. Al Khayari fue detenido en 2009 por las autoridades marroquíes y condenado a tres años de prisión por ofensas a las mismas al acusarlas de permitir el tráfico de drogas. Además, fue también acusado de tráfico de divisas por haber ingresado un talón en la ciudad española de Melilla y de colaborar con los servicios secretos españoles, el Centro Nacional de Inteligencia. Tras las revueltas llevadas a cabo por jóvenes marroquíes en 2011 integrados en el Movimiento 20 de Febrero y con ocasión de la nueva Constitución marroquí que se estaba elaborando, el rey Mohamed VI le indultó en abril de dicho año junto a otros 95 presos políticos.